# ليونارد إف. وينغ
ليونارد إف. وينغ (بالإنجليزية: Leonard F. Wing)‏ هو ضابط ومحامي أمريكي، ولد في 12 نوفمبر 1893 في أيرا في الولايات المتحدة، وتوفي في 19 ديسمبر 1945 في روتلاند في الولايات المتحدة.